# Domino British Cemetery
Domino British Cemetery is een Britse militaire begraafplaats met gesneuvelden uit de Eerste Wereldoorlog en gelegen in de Franse gemeente Épehy (departement Somme). De begraafplaats ligt in het veld op ruim 2 kilometer ten noorden van het dorpscentrum (Église Saint-Nicolas). De begraafplaats werd ontworpen door Arthur Hutton en heeft een vierkantig grondplan met een oppervlakte van 255 m² dat omgeven wordt door een natuurstenen muur met een metalen hekje als toegang. Het Cross of Sacrifice staat centraal tegen de zuidwestelijke muur. Vanaf de weg voert een pad van 190 m naar de begraafplaats. 
Er liggen 51 Britten begraven waaronder 5 niet geïdentificeerde. 
De begraafplaats wordt onderhouden door de Commonwealth War Graves Commission.
In de gemeente liggen ook nog de Britse militaire begraafplaatsen Epehy Wood Farm Cemetery, Epehy Communal Cemetery en Pigeon Ravine Cemetery.

## Geschiedenis
Épehy werd begin april 1917 door de Britse troepen veroverd maar op 22 maart 1918 tijdens het Duitse lenteoffensief terug uit handen gegeven. Op 18 september daaropvolgend werd het dorp tijdens de Slag bij Épehy door de 12th (Eastern) Division heroverd. De begraafplaats werd begin oktober 1918 door de 33rd Division Burial Officer (dit is de officier die verantwoordelijk was voor de registratie en begraving van de gesneuvelden) ingericht. Eén graf werd nog na de wapenstilstand toegevoegd.

## Onderscheiden militairen
- W.W. McLean, luitenant bij de Argyll and Sutherland Highlanders werd onderscheiden met het Military Cross (MC).
- Robert Douglas, soldaat bij de Argyll and Sutherland Highlanders werd onderscheiden met de Military Medal (MM).